# Herman Philipse
Herman Philipse (nacido el 13 de mayo de 1951) es un profesor de filosofía en la Universidad de Utrecht en el los Países Bajos. Philipse enseñó en la  Universidad de Leiden de 1986 hasta 2003, dónde obtuvo su doctorado en 1983.

## Obra
Philipse ha escrito muchos trabajos filosóficos en holandés, incluyendo libros sobre la filosofía temprana de Husserl en cuanto a lógica, la función de la certeza en la teoría moral de Descartes, y un Manifiesto Ateo (1995, 2004) ampliamente leído. En inglés, ha escrito una docena de artículos en revistas filosóficas, así como una valoración detallada de Heidegger (Heidegger's Philosophy of Being: A Critical Interpretation). También ha escrito muchos comentarios para diarios holandeses (la mayoría frecuentemente como colaborador de la NRC Handelsblad) y acontecimientos actuales en programas televisivos, defendiendo el ateísmo y la asimilación cultural para inmigrantes no europeos.
En su trabajo filosófico, Philipse defiende el naturalismo no-reduccionista, semejante al de Gilbert Ryle, Peter Strawson, y P.M.S. Hacker. Al mismo tiempo que es altamente crítico de la tradición idealista trascendental de Kant y Husserl, cuyos esquemas conceptuales tilda de incoherentes, Philipse argumenta el cientifisismo que intenta reducir la consciencia a puramente descripciones físicas (como las de Quine y Churchland) son víctimas de similar incongruencia. Más generalmente, Philipse firmemente defiende los valores de la Ilustración: apoyo para las ciencias naturales y liberalismo político.
El enérgico ateísmo público de Philipse lo ha puesto en ruta de colisión con islamistas en Holanda. Ha declarado que "el Islam es una cultura tribal violenta incompatible con la modernidad, la democracia y la ética". Su Manifesto Ateo de 1995 fue expandido en 2004 con un prefacio escrito por Ayaan Hirsi Ali, antigua amante de Philipse, quien en parte señala el libro como su abandono del islam por el ateísmo.